# میرکو بورن
میرکو بورن (انگلیسی: Mirco Born؛ زادهٔ ۲۸ ژوئن ۱۹۹۴) بازیکن فوتبال اهل آلمان است.
از باشگاه‌هایی که در آن بازی کرده‌است می‌توان به باشگاه فوتبال هرتابرلین و باشگاه فوتبال توئنته اشاره کرد.
وی همچنین در تیم‌های ملی فوتبال جوانان آلمان، و جوانان آلمان، و جوانان آلمان، بازی کرده‌است.